# Beyond Surface
Beyond Surface ist eine deutsche Metalband aus Mainz. Nachdem sie 2003 den Musikwettbewerb „Young Metal Gods“ des Musikmagazins Metal Hammer gewonnen hatten, konnten sie im Rahmen dieser Auszeichnung unter dem Produzenten Piet Sielck ihr Debütalbum Destination’s End aufnehmen, das 2004 via Noise Records veröffentlicht wurde.

## Diskografie
- 2004: Destinations End (Album)